# Monochamus isochrous
Monochamus isochrous là một loài bọ cánh cứng trong họ Cerambycidae.